# Tabanus praeteritus
Tabanus praeteritus är en tvåvingeart som beskrevs av David Fairchild 1947. Tabanus praeteritus ingår i släktet Tabanus och familjen bromsar.
Artens utbredningsområde är Panama. Inga underarter finns listade i Catalogue of Life.